# Bongaigaon, Refinery & Petro-chemical Ltd. Township
Bongaigaon, Refinery & Petro-chemical Ltd. Township is een census town in het district Bongaigaon van de Indiase staat Assam. 

## Demografie
Volgens de Indiase volkstelling van 2001 wonen er 6612 mensen in Bongaigaon, Refinery & Petro-chemical Ltd. Township, waarvan 51% mannelijk en 49% vrouwelijk is. De plaats heeft een alfabetiseringsgraad van 85%. 